# Karol Meyzer

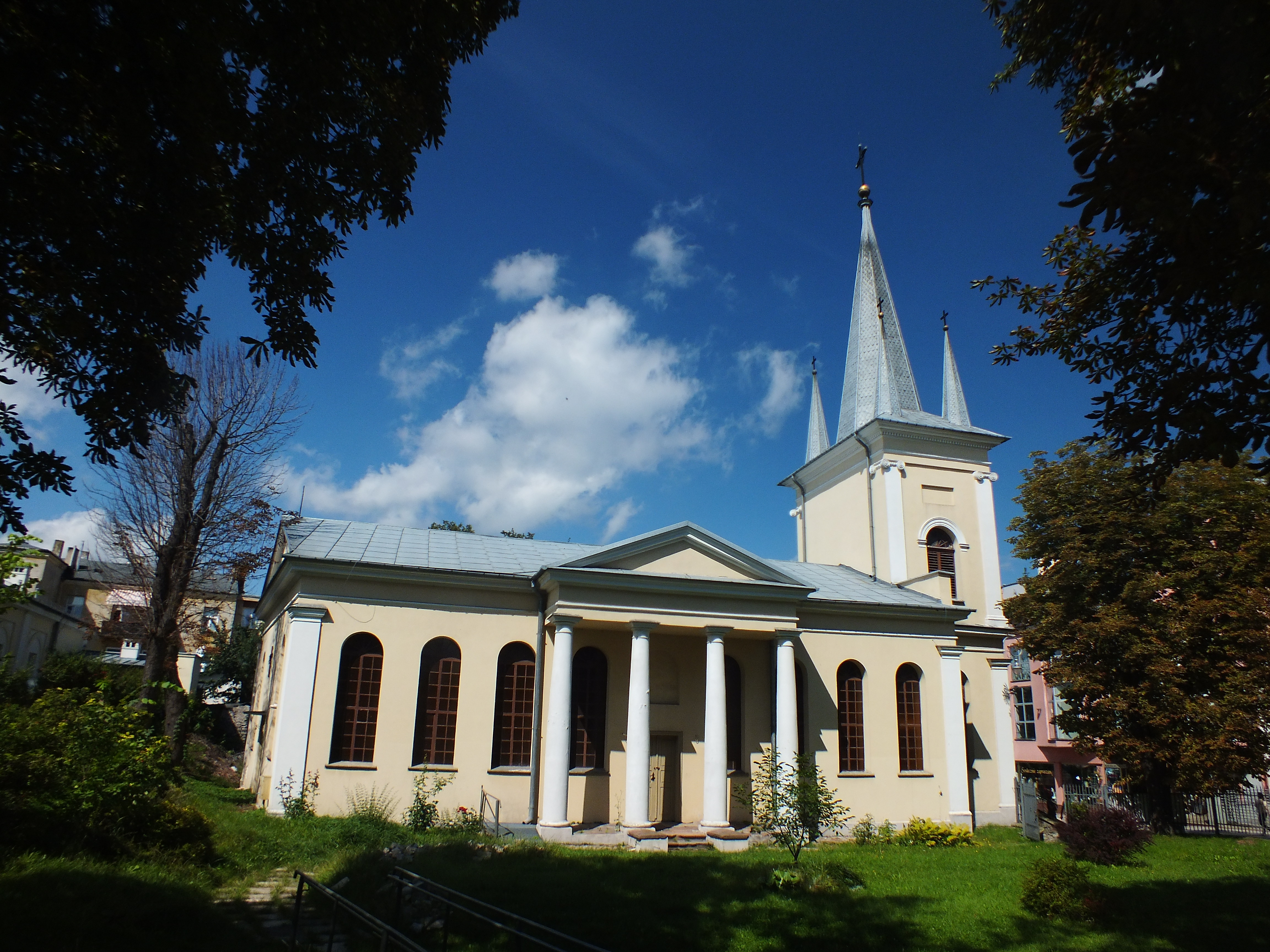
Kościół ewangelicko-augsburski Świętej Trójcy w Kielcach

Karol Meyzer (a. Mayzer, Mejzer, ur. 1797 w Nowym Dworze Mazowieckim, zm. 15 lutego 1837 w Kielcach) – architekt, działacz społeczny.

## Życiorys
Pochodził ze szlachty ewangelickiej osiadłej na Mazowszu. Absolwent Wydziału Sztuk Pięknych i Budownictwa Uniwersytetu Warszawskiego. Od 1823 r. pełnił obowiązki inżyniera wojewódzkiego województwa krakowskiego z siedzibą w Kielcach. W 1828 r. oficjalnie mianowany na to stanowisko. Interesował się organizowaniem miejsc wypoczynku dla ludności miejskiej. Opracował koncepcję nowoczesnego urządzenia ogrodu publicznego, w którym do dziś stoi jedna ze sprowadzonych przez niego figur św. Jana Nepomucena. Był również autorem projektu rekreacyjnego wykorzystania doliny Silnicy, który stał się podstawą do urządzenia tego obszaru po drugiej wojnie światowej. W latach 1834–1837 sprawował nadzór nad pracami porządkowymi i brukowaniem rynku. Zaprojektował kanalizację miejską. W roku 1836 współtworzył komitet budowy szpitala miejskiego (św. Aleksandra). Zaprojektował jedyny w Kielcach kościół ewangelicki.
Został pochowany na cmentarzu Starym.

## Zrealizowane projekty i wykonywane prace
- kanalizacja miejska – 1825
- urządzenie parku miejskiego – 1830–1832
- regulacja Rynku – 1834–1837
- nadzór nad budową szpitala miejskiego – 1836
- Kościół ewangelicko-augsburski Świętej Trójcy w Kielcach – 1837